# Newell (Califórnia)
Newell é uma região censo-designada localizada no estado americano da Califórnia, no condado de Modoc.

## Geografia
De acordo com o United States Census Bureau, a cidade tem uma área de 6,3 km², dos quais 6,2 km² estão cobertos por terra e 0,1 km² por água.

## Demografia
Segundo o censo nacional de 2010, a sua população é de 449 habitantes e sua densidade populacional é de 72 hab/km².

## Marco histórico
Newell possui apenas uma entrada no Registro Nacional de Lugares Históricos, o Centro de Realocação de Lago Tule, o qual também é um Marco Histórico Nacional. Foi designado em 17 de fevereiro de 2006.